# رون إريكسون
رون إريكسون (بالإنجليزية: Ron Erickson)‏ هو سياسي أمريكي، ولد في 20 أبريل 1933 ببيوريا في الولايات المتحدة. حزبياً، نشط في الحزب الديمقراطي. وقد انتخب عضو مجلس ولاية مونتانا وانتخب عضو مجلس نواب مونتانا.